# 埃文斯頓 (佛羅里達州)
埃文斯頓（英語：Evinston）是位於美國佛羅里達州阿拉楚阿縣的一個非建制地區。該地的面積和人口皆未知。

## 地理
埃文斯頓的座標為29°29′12″N 82°13′53″W / 29.48667°N 82.23139°W，而該地的平均海拔高度為27米（即89英尺）。